# Orsasjön

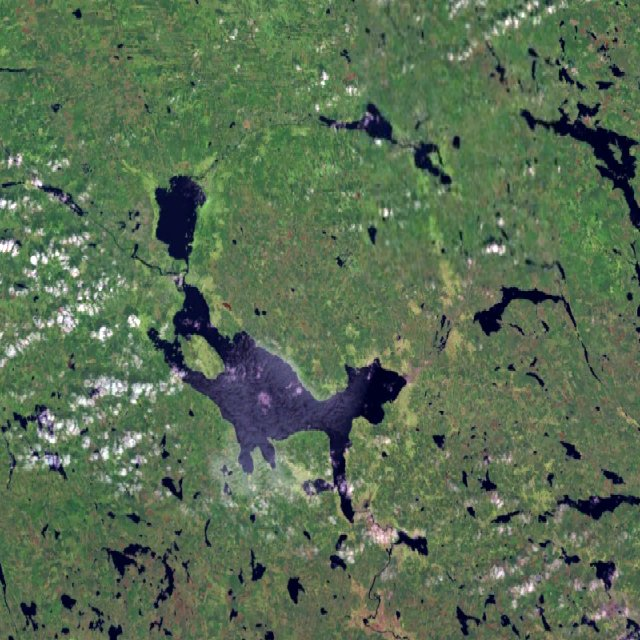
Satellitenbild des Siljan-Impaktkraters, Orsasjön links oben

Der Orsasjön ist ein See in der schwedischen Provinz Dalarnas län bzw. der historischen Provinz Dalarna. Der See hat eine Fläche von 52,32 km² und eine maximale Tiefe von 90 Metern. Er ist durch eine schmale Wasserstraße, den Moranoret, mit dem Österdalälven und dem benachbarten See Siljan verbunden. Der See wird vom Fluss Oreälven gespeist.
Am Ufer liegt die Gemeinde Orsa mit der gleichnamigen Stadt Orsa.
Der Orsasjön ist Teil des Siljan-Impaktkraters.